# 松岡潤吉
松岡 潤吉（まつおか じゅんきち、1888年（明治21年）9月18日 - 1951年（昭和26年）9月7日）は、大正から昭和時代前期の政治家。実業家。貴族院多額納税者議員。松岡汽船創業者。旧姓は馬場、前名は敬三。

## 経歴
兵庫県武庫郡精道村（現芦屋市）出身。馬場三右衛門の弟として生まれ、のち松岡修造の養子となり1925年（大正14年）家督を相続し前名敬三を改めた。1909年（明治42年）慶應義塾大学部理財科卒業。
1910年（明治43年）以降、大和田紡績、松岡汽船各社長、北海道松岡牧場主、阪神急行電鉄監査役、東洋鋼板、北海道炭礦汽船、東宝各取締役、日本海運協会顧問、日本体育協会評議員、神戸日伯協会理事、大阪駐在ポーランド国名誉領事などを歴任した。ほか、加島信託取締役、大日本人造肥料監査役を務めた。
1932年（昭和7年）兵庫県多額納税者として貴族院議員に互選され、同年9月29日から1939年（昭和14年）9月28日まで在任した。その後、1942年（昭和17年）の補欠選挙でも当選し、同年7月25日から1947年（昭和22年）5月2日の貴族院廃止まで在任し研究会に所属した。

## 親族
- 義父 松岡修造（実業家）[3]
- 兄 馬場三右衛門（茨木銀行頭取、大阪府三島郡玉櫛村長）[6]
- 娘婿 松岡辰郎（実業家、東宝社長）